# Prinia molleri

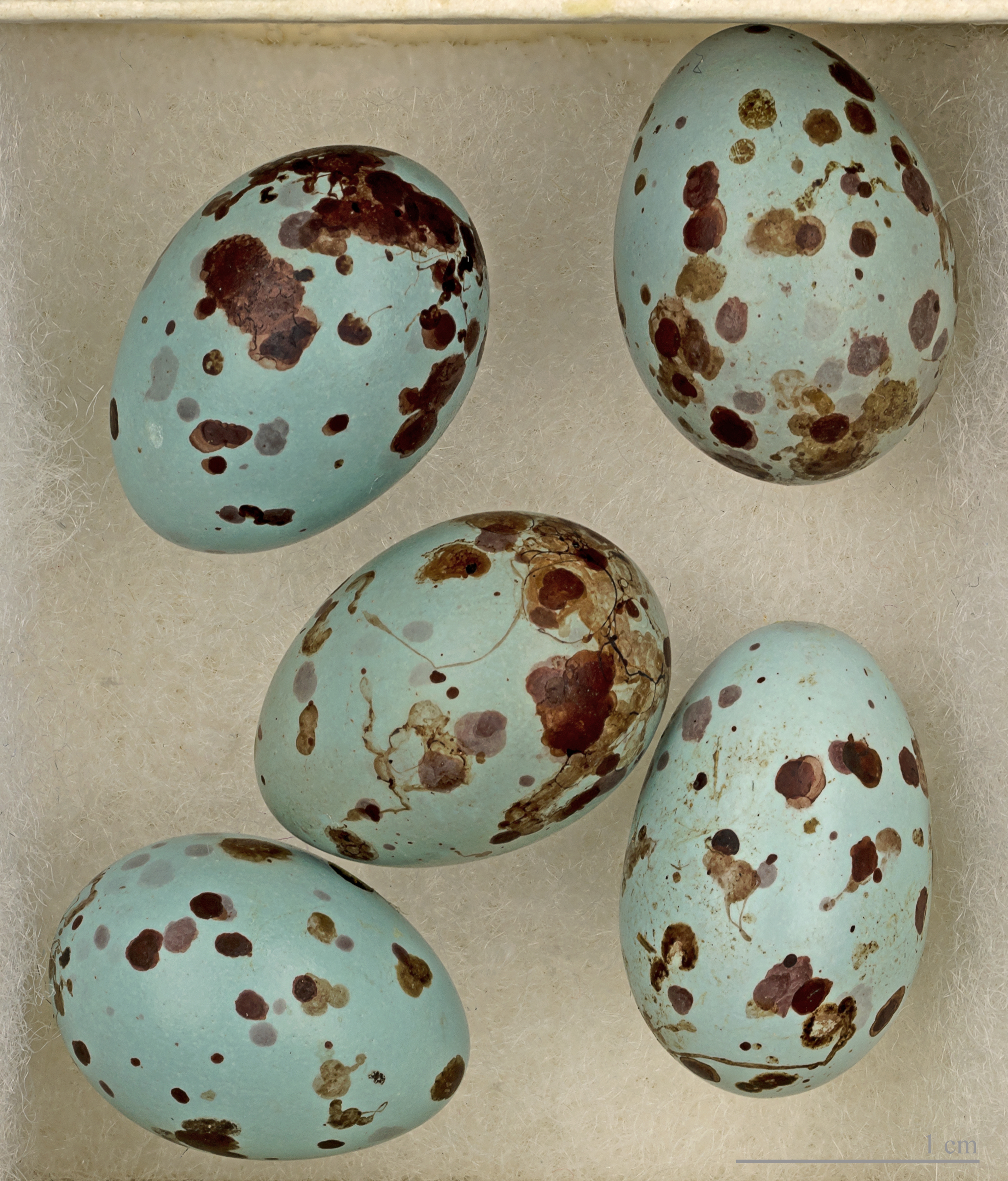
Prinia molleri

Prinia molleri là một loài chim trong họ Cisticolidae.